# Alfonso Cuarón
Alfonso Cuarón Orozco (tiếng Tây Ban Nha: [alˈfon.so kwaˈɾon] ⓘ; sinh ngày 28 tháng 11 năm 1961) là một nhà làm phim người México. Ông đã nhận được sáu Giải Oscar, bảy Giải BAFTA, và ba Giải Quả cầu vàng.
Cuarón đã bắt đầu sự nghiệp làm phim của mình với bộ phim hài lãng mạn Sólo con tu pareja (1991), sau đó tiếp tục với những bộ phim chuyển thể như Công chúa nhỏ (1995) và Gia tài vĩ đại (1998). Và sự đột phá trong sự nghiệp của ông là bộ phim tuổi mới lớn Y tu mamá también (2001) đã giúp ông nhân được một đề cử cho Giải Oscar cho kịch bản gốc xuất sắc nhất. Sau đó, ông trở nên nổi tiếng nhờ làm đạo diễn của bộ phim kỳ ảo Harry Potter và Tù nhân Azkaban (2004), phim chính kịch-phản địa đàng Children of Men (2006), phim chính kịch-khoa học viễn tưởng Cuộc chiến không trọng lực (2013), và bộ phim chính kịch-bán tự truyện Roma (2018). Hai bộ phim cuối cùng đã mang lại cho ông Giải Oscar cho Đạo diễn Xuất sắc nhất. Ngoài ra, ông cũng chiến thắng trong hạng mục Dựng phim xuất sắc nhất (Cuộc chiến không trọng lực) và Quay phim xuất sắc nhất (Roma).

## Phim

### Phim điện ảnh
| Năm  | Tựa đề                                   | Vai trò  | Vai trò  | Vai trò      | Vai trò       | Ghi chú                                                                  |
| Năm  | Tựa đề                                   | Đạo diễn | Kịch bản | Nhà sản xuất | Biên tập phim | Ghi chú                                                                  |
| ---- | ---------------------------------------- | -------- | -------- | ------------ | ------------- | ------------------------------------------------------------------------ |
| 1991 | Sólo con Tu Pareja                       | Có       | Có       | Có           | Có            | Directorial Debut co-written with Carlos Cuarón                          |
| 1995 | Công chúa nhỏ                            | Có       | Không    | Không        | Không         |                                                                          |
| 1998 | Great Expectations                       | Có       | Không    | Không        | Không         |                                                                          |
| 2001 | Y Tu Mamá También                        | Có       | Có       | Có           | Có            | Co-written with Carlos Cuarón                                            |
| 2004 | Harry Potter và tên tù nhân ngục Azkaban | Có       | Không    | Không        | Không         |                                                                          |
| 2006 | Children of Men                          | Có       | Có       | Không        | Có            | Co-written with Timothy J. Sexton, David Arata, Mark Fergus & Hawk Ostby |
| 2013 | Gravity                                  | Có       | Có       | Có           | Có            | Co-written with Jonás Cuarón                                             |
| 2018 | Roma                                     | Có       | Có       | Có           | Có            | Also cinematographer                                                     |